# Fontein (Tera Corá)
Fontein – osada (wijk) w miejscowości Tera Corá w dystrykcie Bandabou, w kraju autonomicznym Curaçao, należącym do Holandii, w Ameryce Południowej. 20 października 2023 r. liczyła 249 mieszkańców.  